# Georg VI:s shelfis

Lägeskarta över Georg VI:s shelfis.

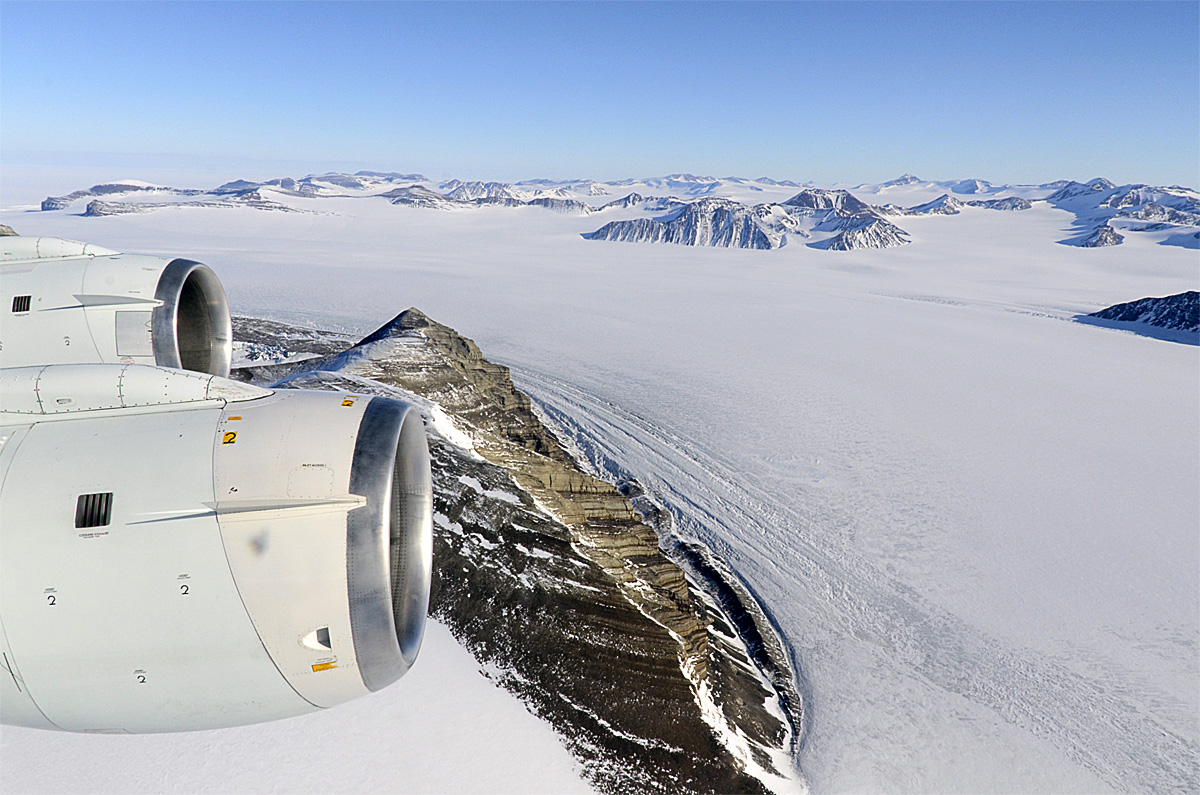
Georg VI:s shelfis.

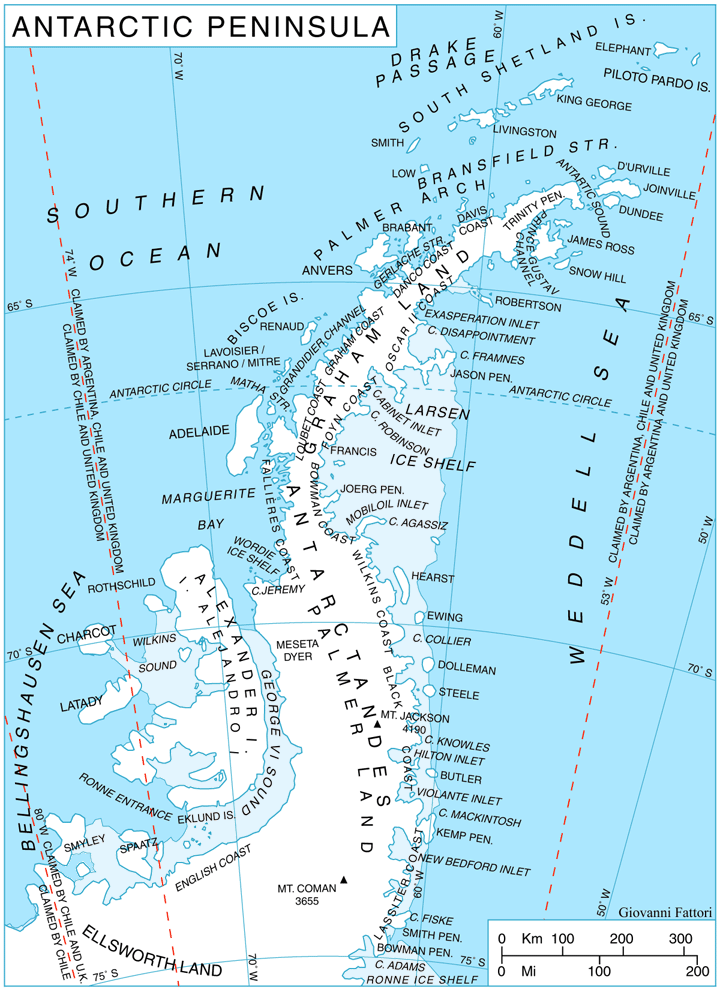
Områdeskarta.

Georg VI:s shelfis (engelska: George VI Ice Shelf) är ett shelfisområde i västra Antarktis. Området är den åttonde största shelfisen i Antarktis.

## Geografi
Georg VI-shelfisen ligger i Västantarktis vid Antarktiska halvön mellan Alexander Island och Palmer Land. Isen täcker hela Georg VI-sundet. Området har en sammanlagd yta på cirka 23 880 km² med en längd på cirka 500 km och cirka 50 km bred. Shelfisen sträcker sig mellan cirka 70° 00' S till 74° 00' S och 68° 00' V till 72° 00' V.
Området matas på med is av en rad glaciärer.

## Historia
George VI:s shelfis och George VI-sundet upptäcktes 1935 under en flygning av Lincoln Ellsworth.
Området utforskades av den brittiska Graham Land-expeditionen åren 1936–1937 under ledning av John Riddoch Rymill och 1940 av den amerikanska USAS. Området namngavs efter kung Georg VI av Storbritannien.
1975 fastställdes namnet av amerikanska "Advisory Committee on Antarctic Names" (US-ACAN, en enhet inom United States Geological Survey) och brittiska "Antarctic Place-Names Committee" (UK-APC, en enhet inom Foreign and Commonwealth Office).